# Landing Ship Infantry
Un Landing Ship Infantry (LSI) est un type de navire de la Royal Navy chargé de transporter des embarcations de débarquement et des troupes pour les opérations amphibies durant la Seconde Guerre mondiale. Ils sont principalement employés par les marines du Commonwealth : la Royal Navy, la Royal Canadian Navy, la Royal Australian Navy et la Royal Indian Navy.
En règle générale, un LSI transportait sa cargaison d'infanterie de son port d'embarquement jusqu'à proximité de la côte à envahir. De cette position, située à environ 6 à 11 milles au large, les troupes étaient transférées dans des péniches de débarquement, le plus souvent des Landing Craft Assault (LCA), pour le trajet jusqu'à la terre ferme. Les péniches de débarquement revenaient au LSI après avoir débarqué leur cargaison et étaient hissées pour embarquer des troupes supplémentaires.

## Histoire

### Origines
Dans les années qui ont précédé la déclaration de guerre, le Inter-Service Training and Development Centre (ISTDC - Centre interservices de formation et de développement) a cherché à identifier des navires aptes à transporter des formations de l'armée et de la Royal Marine employées dans des opérations amphibies. Ces navires ne seraient pas construits spécialement, mais figureraient sur les listes des navires de la marine marchande. Ces navires devaient être rapides et disposer de bossoirs capables de descendre les nouveaux Landing Craft Assault (péniches d'assauts de débarquement) entièrement chargées de troupes. Le Glengyle et ses navires-jumeaux (sister ship), le Glenearn, le Glenroy, et le Breconshire, alors en construction, ont été jugés idéaux pour les navires de débarquement d'infanterie. Cette classe de quatre paquebots rapides pour passagers et cargaisons était destinée à la route commerciale de l'Extrême-Orient. L'Amirauté a acquis les quatre Glen peu après leur lancement et les a transformés en navires de ravitaillement rapides. En juin 1940, les Glengyle, Glenearn et Glenroy étaient en cours de conversion en LSI(L). L'Amirauté insiste pour garder le Breconshire dans une configuration de cargo rapide, aussi l'ISTDC consulte le directeur de la construction navale sur les navires réquisitionnés appropriés. Les paquebots continentaux néerlandais Queen Emma et Princess Beatrix sont convertis en LSI. Déplaçant environ 3 000 tonnes de jauge brute et pouvant atteindre 22 nœuds (40 km/h), ces navires pouvaient transporter jusqu'à 800 soldats chacun. Il s'agissait des cinq premiers LSI. D'autres LSI seront trouvés dans les années à venir grâce aux réquisitions ou aux nouvelles constructions fournies par les États-Unis dans le cadre du prêt-bail.

### Conception et conversion
Les LSI étaient regroupés en fonction de leur capacité d'accueil de troupes et de leur endurance. Au départ, tous étaient des navires marchands réquisitionnés qui échangeaient le transport de canots de sauvetage contre des péniches de débarquement. Entre avril et juin 1940, les Glen ont subi d'autres transformations pour devenir des LSI capables de transporter une force embarquée de 34 officiers et 663 soldats, 12 LCA sur des bossoirs Welin-McLachan et 1 LCM(1) stocké dans des cales sur le pont et mis à l'eau par des derricks de 30 tonnes,,. Le Glengyle a été construit par Caledon Shipbuilding & Engineering Company à Dundee, pour la Glen Line. Les seules modifications essentielles apportées au Glengyle de 18 nœuds et à ses navires-jumeaux, le Glenroy et le Glenearn, ont été d'assurer des bossoirs suffisamment solides pour abaisser des LCA entièrement chargés, et de fournir des logements pour les unités de l'armée à transporter. Cette dernière modification a nécessité l'introduction de tables, de formes et de poteaux pour élinguer des hamacs dans l'ancienne cale à marchandises. Le Glengyle, le premier LSI, a été mis en service le 10 septembre et, le 31 janvier 1941, il a contourné l'Afrique pour rejoindre la Méditerranée.
Les LSI plus petits, comme le Queen Emma et le Princess Beatrix, étaient généralement des ferries transmanche convertis, ou un navire à passagers converti.
La conversion était accomplie, comme pour les LSI(L), en ajoutant des bossoirs pour les péniches de débarquement, en fournissant des logements pour les troupes, ainsi qu'un peu d'armement défensif, comme des canons de marine QF 12 pounder 12 cwt, et des canons antiaériens, comme le canon Oerlikon de 20 mm.
Au Canada, au printemps 1943, on travaille à la conversion du Prince David et du Prince Henry en navires de débarquement d'infanterie (moyens) (LSI (M)). Ils sont reconfigurés pour transporter 550 fantassins dans six LCA et deux LCM(1), et disposent d'une grande infirmerie pour les blessés prévus. Leurs vieux canons de 6 pouces (152 mm) ont été remplacés par deux montages jumeaux de 4 pouces, deux canons simples Bofors de 40 mm et dix Oerlikons. La reconstruction, qui s'est déroulée à Esquimalt et à Vancouver, s'est achevée en décembre 1943 et, peu après sa remise en service, le navire est parti pour le Royaume-Uni via le canal de Panama et la ville de New York, sous les ordres du capitaine T.D. Kelly RCNR, (son dernier commandant) qui avait supervisé l'aménagement des deux navires. Les bossoirs du navire sont capables de soulever un LCA qui, à ce moment de la guerre, approche les 14 tonnes.

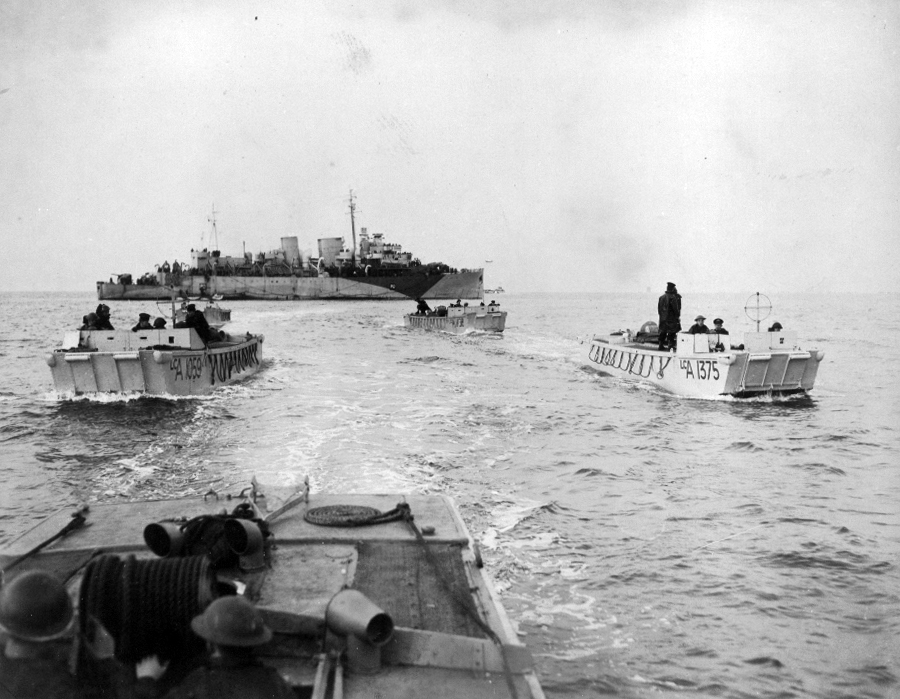
Quatre LCA sont débarqués du NCSM Prince David à Bernières-sur-Mer, France, 6 juin 1944.

En Australie, au milieu de l'année 1942, le HMAS Manoora a été identifié pour être converti en premier navire de débarquement de la Royal Australian Navy, infanterie, à l'arsenal de Garden Island. Son armement de croiseur marchand armé a été retiré et remplacé par un seul canon de 12 livres, six Bofors de 40 mm et huit Oerlikons de 20 mm. L'avion amphibie Walrus a été retiré et le navire a été modifié pour transporter des péniches de débarquement de fabrication américaine: 17 LCVP et deux LCM(3),. Le Manoora pouvait initialement accueillir 850 soldats, mais des modifications ultérieures ont porté ce chiffre à 1 250. Le navire a été remis en service le 2 février 1943 avec le numéro de fanion C77, et après avoir passé six mois à s'entraîner à la guerre amphibie à Port Phillip, il a été déployé en Nouvelle-Guinée.
Aux États-Unis, une coque commerciale a été mise en production de guerre par la Maritime Commission; le sous-type C1-S-AY1 de treize navires construits par Consolidated Steel Corporation, ont été modifiés pour être utilisés comme LSI(L) dans le cadre d'un prêt-bail. Ces navires ont tous reçu des noms de deux mots commençant par "Empire", comme SS Empire Spearhead. Tous étaient capables d'accueillir deux flottilles de LCA, soit un total de 24 navires. Le Empire Broadsword a été perdu pendant l'invasion de la Normandie à cause d'une mine. Le Empire Javelin a été coulé par une torpille de U-boot le 28 décembre 1944. Tous ces navires étaient équipés de bossoirs pour accepter les LCA et les autres péniches de débarquement de fabrication britannique appropriées pour les LSI.
Les premiers navires de débarquement étaient équipés de bossoirs Welin-McLachlin. Ceux-ci étant généralement utilisés dans la marine marchande pour les canots de sauvetage standard de 99 hommes. Comme le poids des LCA augmentait tout au long de la guerre (jusqu'à atteindre 14 tonnes), des bossoirs plus lourds étaient nécessaires. Les LSI les plus récents et ceux qui ont été réaménagés ont été équipés de bossoirs à poutres croisées. Les bossoirs eux-mêmes constituaient une démarcation entre les responsabilités de l'équipage du LSI (de la Royal Navy ou de la marine marchande) et les membres de la flottille LCA.

### L'équipage du Landing Ship Infantry
Certains des LSI ont été commissionnés dans la Royal Navy, ont reçu des équipages de la marine et ont arboré le White Ensign, tandis que la plupart ont conservé leurs équipages civils et ont arboré le Red Ensign. Les LSI de la Royal Navy avaient des flottilles de péniches de débarquement de la Royal Navy qui leur étaient assignées jusqu'en 1943, date à laquelle une partie des flottilles de péniches de débarquement étaient dotées d'équipages de la Royal Marine. Les LSI de la marine marchande avaient des artilleurs de la Royal Navy pour l'équipement anti-aérien, et des officiers et des matelots de la Royal Navy pour la flottille de péniches de débarquement du navire. En général, ces divisions du personnel ne coopéraient pas et ne partageaient pas leurs responsabilités professionnelles.
Les LSI au service de la Marine royale canadienne (Royal Canadian Navy ou RCN) étaient dotés d'équipages canadiens et, à partir de la fin de 1943, ils étaient affectés à des flottilles de péniches de débarquement de la RCN. Les équipages se côtoyaient, se prêtaient main-forte au besoin pour le travail de l'autre et s'amusaient ensemble.

## Désignations des navires
| LSI(S) | Landing ship infantry (small)         |
| LSI(M) | Landing ship infantry (medium)        |
| LSI(L) | Landing ship infantry (large)         |
| LSI(H) | Landing ship infantry (hand-hoisting) |

## Quelques navires
- SS Ben-my-Chree – ferry pour passagers de la Isle of Man Steam Packet Company. Utilisé à la Pointe du Hoc avec le 2nd US Rangers, 6 juin 1944
- TSS (Duke of York)
- SS El Hind – engagé comme LSI(L) in 1943, détruit par un incendie dans les docks de Bombay, avril 1944[21]
- HMS Cicero
- HMS Empire Battleaxe
- SS Empire Broadsword – LSI(L)
- HMS Sansovino
- SS Empire Javelin – LSI(L)
- HMS Empire Spearhead
- HMS Glengyle – LSI(L), 10 000 tonnes, 700 hommes de troupes
- HMS Glenearn – LSI(L)
- HMS Glenroy – LSI(L)
- HMS Invicta – LSI(S)
- HMAS Kanimbla
- SS Karanja – LSI(L), coulé au large de l'Algérie, 1942
- MV Llangibby Castle
- SS Llanstephan Castle - Union-Castle Line, 11 293 GRT - navire-jumeau du HMHS Llandovery Castle
- HMAS Manoora
- HMNZS Monowai – anciennement un navire à passagers de haute mer
- Ferry belge SS Princesse Marie-José
- HMS Prince Charles
- HMCS (Prince David) – LSI(M), 500 hommes de troupes
- HMCS Prince Henry – LSI(M) ancien paquebot
- HMS Prince Leopold – LSI(S), ancien ferry transmanche belge, torpillé en 1944 par le U-621[22]
- HMS Princess Astrid – LSI(S)
- HMS Princess Beatrix – LSI(M)
- HMS Princess Josephine Charlotte – LSI(S)
- HMS Prince Albert
- HMS Queen Emma – LSI(M)
- HMS Rocksand – anciennement Cape Argos puis Empire Anvil
- HMS Royal Scotsman – LSI(H), ancien ferry de passagers opérant dans la mer d'Irlande.
- HMS Royal Ulsterman
- HMS Sainfoin – anciennement Empire Crossbow
- HMS St Helier – LSI(H) ancien ferry de l'île de la Manche
- MS with LCP(L)s
- HMS Ulster Monarch – LSI(H), ancien ferry de passagers opérant dans la mer d'Irlande.
- HMAS Westralia